# Jessica Diggins
Pour les articles homonymes, voir Diggins.
Jessica « Jessie » Diggins, née le 26 août 1991 à Afton (Minnesota), est une fondeuse américaine. Lors de sa deuxième participation à des Championnats du monde, en 2013 à Val di Fiemme elle obtient une première médaille mondiale en remportant le Team sprint associée à Kikkan Randall. Elle remporte sa première médaille individuelle lors du dix kilomètres libre des Mondiaux 2015 de Falun. Lors de l'édition de 2017  à Lahti, elle remporte deux médailles, l'argent du sprint libre et le bronze du Team sprint, associée à Sadie Bjornsen. L'année suivante, elle remporte sa première médaille aux Jeux olympiques en s'imposant avec Kikkan Randall sur le sprint par équipes des Jeux olympiques 2018 de Pyeongchang. En 2023, elle devient championne du monde du 10 km.
Sur les épreuves de Coupe du monde, elle devient première fondeuse non-européenne à terminer sur le podium final du Tour de ski, lors de l'édition de 2017-2018. Elle termine également deuxième des Finales, pour finir à la deuxième du classement général de la coupe du monde. Lors de l'édition de 2020-2021 du Tour de ski, elle devient la première non européenne à remporter cette compétition. Cet hiver, elle finit aussi en tête du classement général de la Coupe du monde et du classement des courses de distance.

## Biographie

### Premières années
Jessica Diggins est la fille de Deborah Robinet-Diggins, née à Senneterre au Québec et grandissant à Duluth au Minnesota, et de Clay Diggins, également Canadien. Née à Afton au Minnesota, Jessica Diggins possède de par ses deux parents canadiens la double citoyenneté canadienne et américaine. C'est avec ses parents, lors de randonnées, qu'elle découvre le ski de fond, avant de le pratiquer dans le club scolaire puis dans un club.

### Carrière
Jessica Diggins participe en 2009 aux Championnats du monde junior, disputés à Praz de Lys où elle termine 59e du quinze kilomètres, 43e de la poursuite et 7e du relais. Lors de l'édition suivante, à Hinterzarten, elle termine 26e du sprint libre, 25e du dix kilomètres poursuite et huitième du relais. En février 2011, à Otepää, elle termine septième du cinq kilomètres, douzième du dix kilomètres poursuite et septième du relais. Elle dispute des courses FIS à Beitostoelen puis dispute sa première course en coupe du monde lors de cette saison 2010-2011 lors du sprint libre de Drammen. Elle est retenue pour participer à ses premiers mondiaux, lors de l'édition d'Oslo. Lors du sprint libre, elle se qualifie pour la phase finale, obtenant une 25e place. Elle termine ensuite 28e de la poursuite et termine sa compétition par une neuvième place du relais, avec Kikkan Randall, Holly Brooks et Elizabeth Stephen.
Elle commence sa saison suivante sur les circuits nord-américains, puis retrouve la coupe du monde à Milan, terminant dix-huitième d'un sprint libre, puis le lendemain deuxième du Team sprint, son troisième départ en coupe du monde, où elle est associée à Kikkan Randall. Elle ne parvient pas à se qualifier pour la phase finale du sprint classique d'Otepaa avant de terminer dix-huitième d'un dix kilomètres classique sur ce site. Meilleur temps des qualifications du sprint libre de Moscou, elle termine finalement sixième de cette course. Elle enchaine par une cinquième place à Rybinsk sur un dix kilomètres libre départ en ligne avant de terminer douzième du skiathlon. Elle participe aux mondiaux des moins de 23 ans à Erzurum où elle termine quinzième du skiathlon. Sans résultat important en coupe du monde, elle dispute les Finales. Elle y obtient une huitième place du sprint de Falun et termine finalement quinzième du classement général de la compétition. Elle termine cette première saison en coupe du monde à la 34e place du classement général, terminant respectivement 26e et 35e des classements des courses de distances et des sprints.
Jessica Diggins commence sa saison suivante sur le circuit de la coupe du monde, d'abord à Gaellivare où elle obtient un podium avec le relais américain, le premier podium d'un relais féminin en coupe du monde. Elle dispute ensuite le Nordic Opening à Kuusamo. Son meilleur résultat sur ce mini-tour est une douzième place du cinq kilomètres avant de terminer à la 24e place du classement final. La saison se poursuit en Amérique du nord, d'abord à Québec, où elle remporte le Team sprint style libre avec Kikkan Randall, cette victoire étant la première d'une équipe américaine dans ce format de compétition. Elle participe ensuite au tour de ski où son classement final est un 21e rang. Ses meilleurs résultats individuels sont ensuite une quinzième place d'un sprint à Sotchi et une quatorzième place d'un dix kilomètres libre à Davos. Elle commence ses mondiaux, à Val di Fiemme, par une victoire sur le Team sprint avec Kikkan Randall. Les Américaines s'imposent devant la Suède, équipe composée de Charlotte Kalla et Ida Ingemarsdotter et la paire finlandaise Riikka Sarasoja, Krista Lähteenmäki. 23e du dix kilomètres libre, elle obtient la quatrième place lors du relais avec l'équipe américaine composé de Sadie Bjornsen, Kikkan Randall et Elizabeth Stephen, Diggins occupant le rôle de dernière relayeuse. Elle termine sa compétition par un abandon lors du trente kilomètres. Lors des Finales, disputées en Suède à Stockholm puis à Falun, elle obtient une huitième place d'un 2,5 kilomètres et une 26e place au classement final. 
Après avoir commencé sa saison suivante en course FIS à Beitostoelen, elle termine à la 23e place finale du Nordic opening. À Lillehammer, elle obtient un nouveau podium en terminant troisième position avec le relais américain. Elle obtient une douzième place lors du sprint de Davos avant de s'aligner pour le tour de ski. Elle termine à la cinquième place du prologue de celui-ci, à Oberhof. Elle réalise ensuite le huitième temps de la poursuite en style libre entre Cortina et Toblach, puis dixième d'un cinq kilomètres à Val di Fiemme où elle termine le lendemain à la treizième position au sommet de Alpe Cermis, montée qui clôture le tour de ski. Elle dispute ensuite une finale de sprint à Szklarska Poreba, course remportée par Kikkan Randall. À la fin du mois de janvier, elle dispute les championnats du monde des moins de 23 ans à Val di Fiemme où elle termine deuxième du sprint, battue par l'Allemande Elisabeth Schicho. Lors de sa première course des Jeux olympiques de Sotchi, elle termine à la huitième place du skiathlon, remporté par Marit Bjørgen devant Charlotte Kalla. Elle est éliminée en quarts de finale du sprint. Lors de la course du relais, l'équipe américaine est composée de Kikkan Randall, Sadie Bjornsen, Elizabeth Stephen et Jessica Diggins. Déjà sortie de la course aux médailles après le premier relais de Randall, qui transmet le témoin en douzième position, l'équipe américaine termine à la neuvième place, Diggins, dernière relayeuse, se trompant également de parcours en fin de course pour terminer neuvième. Elle n'est pas retenue pour le Team sprint, la sélection américaine est représentée par Sophie Caldwell et Kikkan randall. Elle termine enfin à la 40e place du trente kilomètres. Après les Jeux, elle participe aux Finales, disputées à Falun, où elle obtient la 36e place au classement final.
Les résultats de son début de coupe du monde 2014-2015 ne sont pas satisfaisant, avec des non-qualifications pour les quarts de finale du sprint de Ruka et de Lillehammer, première étape du Nordic Opening où elle termine 44e du classement général. Elle obtient ses premiers points de la saison à Davos, avec une 21e place d'un dix kilomètres, puis une 17e place d'un dix kilomètres libre et une 22e place du sprint libre. Quatorzième du prologue du tour de ski, elle abandonne ensuite en ne prenant pas le départ du quinze kilomètres départ en ligne à Toblach. À Rybinsk, elle termine douzième d'un dix kilomètres libre puis dispute la finale du sprint libre, remporté par la Suédoise Jennie Öberg. Le lendemain, elle termine également cinquième d'un skiathon. Sa première course des championnats du monde de Falun est le Team sprint où, associée à Sophie Caldwell, elle termine huitième. Sur le dix kilomètres libre, elle termine deuxième derrière Charlotte Kalla, l'Américaine Caitlin Gregg terminant troisième. Le relais américain qu'elle forme avec Sadie Bjornsen, Rosie Brennan et Elizabeth Stephen termine à la quatrième place. Après les mondiaux, elle termine quatrième d'un sprint à Lahti remporté par Bjørgen et où Kikkan Randall termine troisième. Elle obtient ensuite une 17e place sur le même site sur dix kilomètres classique puis une quatorzième du trente kilomètres d'Oslo.

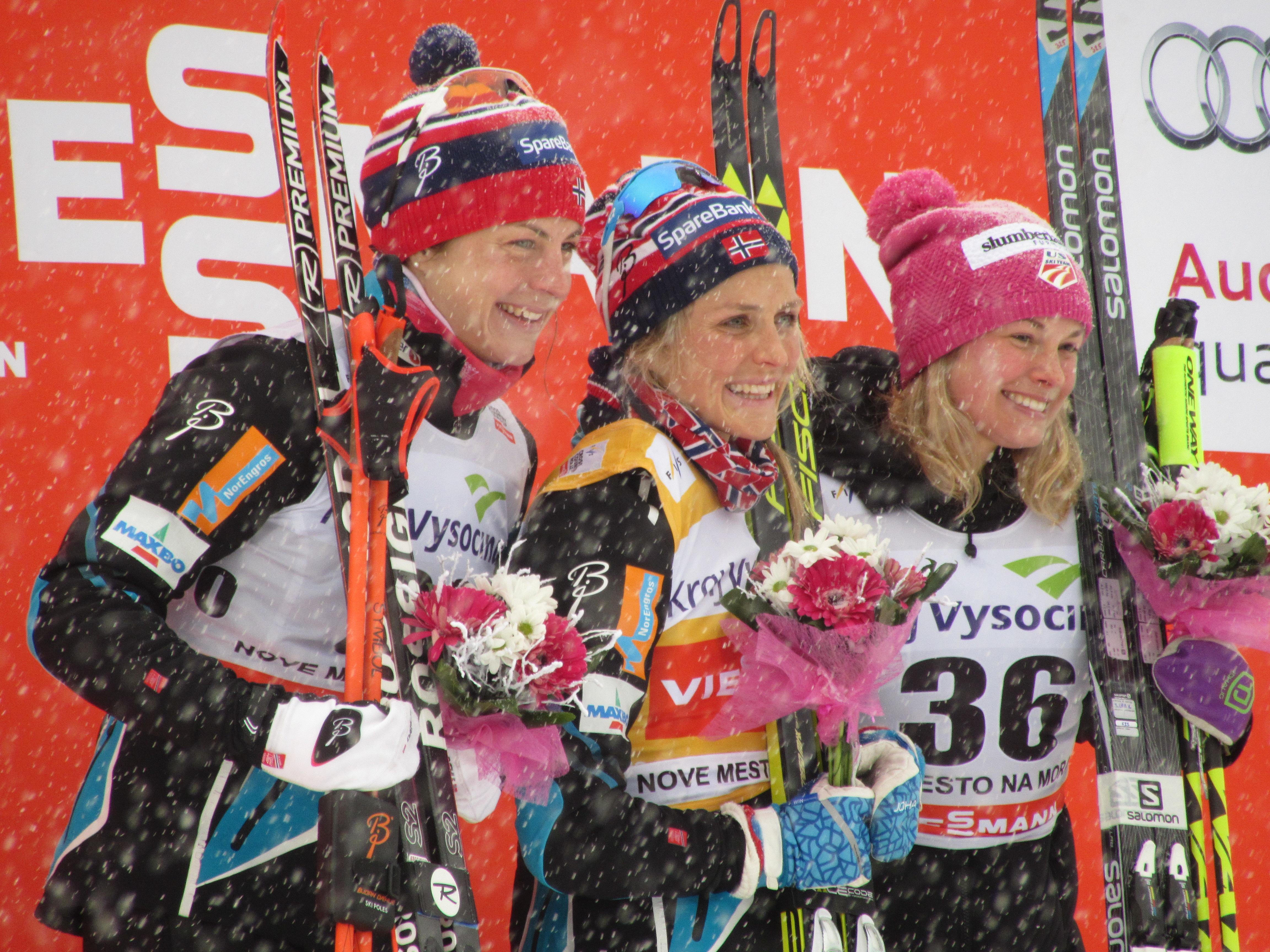
De gauche à droite, acobsen, Johaug, Diggins, sur le podium d'un 10 kilomètres à Nové Mesto

Elle commence sa saison par deux victoires lors de courses FIS à Gallivare, le sprint et un dix kilomètres libre. Pour le début de la saison de coupe du monde, elle termine seizième d'un cinq kilomètres libre pour terminer à la 38e place du classement général du mini-tour disputé à Ruka. Elle obtient un podium avec le relais américain à Lillehammer; avec Rosie Brennan, Sadie Bjornsen et Elizabeth Stephen. Elle enchaîne par une onzième place d'un quinze kilomètres libre à Davos où elle termine neuvième du sprint le lendemain. Après deux résultats proche de la vingtième place, elle commence le tour de ski par une huitième place du sprint de Lenzerheide. Lors de la course suivante, elle termine douzième d'un quinze kilomètres classique départ en ligne puis franchit la ligne d'arrivée en huitième position de la poursuite libre de cinq kilomètres. À Oberstdorf, elle est 21e du sprint classique et 23e d'un dix kilomètres départ en ligne, toujours en classique. Elle enchaîne par une victoire à Toblach sur un cinq kilomètres libre, sa première victoire dans une étape de coupe du monde,. 17e de la course en ligne classique de Val di Fiemme, elle franchit le lendemain la ligne d'arrivée du tour de ski en dixième position. À Nove Mesto, elle obtient deux podiums, en terminant d'abord troisième d'un dix kilomètres libre remporté par Therese Johaug devant Astrid Jacobsen, puis deuxième avec le relais américain, Diggins, dernière relayeuse, se débarrassant de la Finlandaise Kerttu Niskanen pour terminer à 42 s de Jacobsen. Après une 13e place à Drammen, une 25e du trente kilomètres d'Oslo et une quinzième à Stockholm, elle retrouve le 'top 10 avec une cinquième place d'un cinq kilomètres classique à Falun, suivie d'une quatrième place de la course en ligne libre sur dix kilomètres. La semaine suivante, elle termine deuxième du sprint de Lahti, battue par Maiken Caspersen Falla, Kikkan Randall complétant le podium. Le lendemain, elle termine 17e du skiathlon. Elle participe ensuite au Ski Tour Canada, terminant troisième du sprint de Gatineau, remporté par Falla, Elle enchaîne par une huitième place à Montréal sur un 10,5 kilomètres classique départ en ligne, une treizième place du sprint libre de Québec, et une sixième place du sprint classique de Canmore. Sur le skiathlon disputé sur ce lieu, elle termine onzième du skiathlon avant de terminer à la cinquième place finale après un dix kilomètres libre. Elle termine pour la première dans le Top 10 du classement général de la coupe du monde avec une huitième place, terminant également neuvième des courses de distances et huitième des sprints.

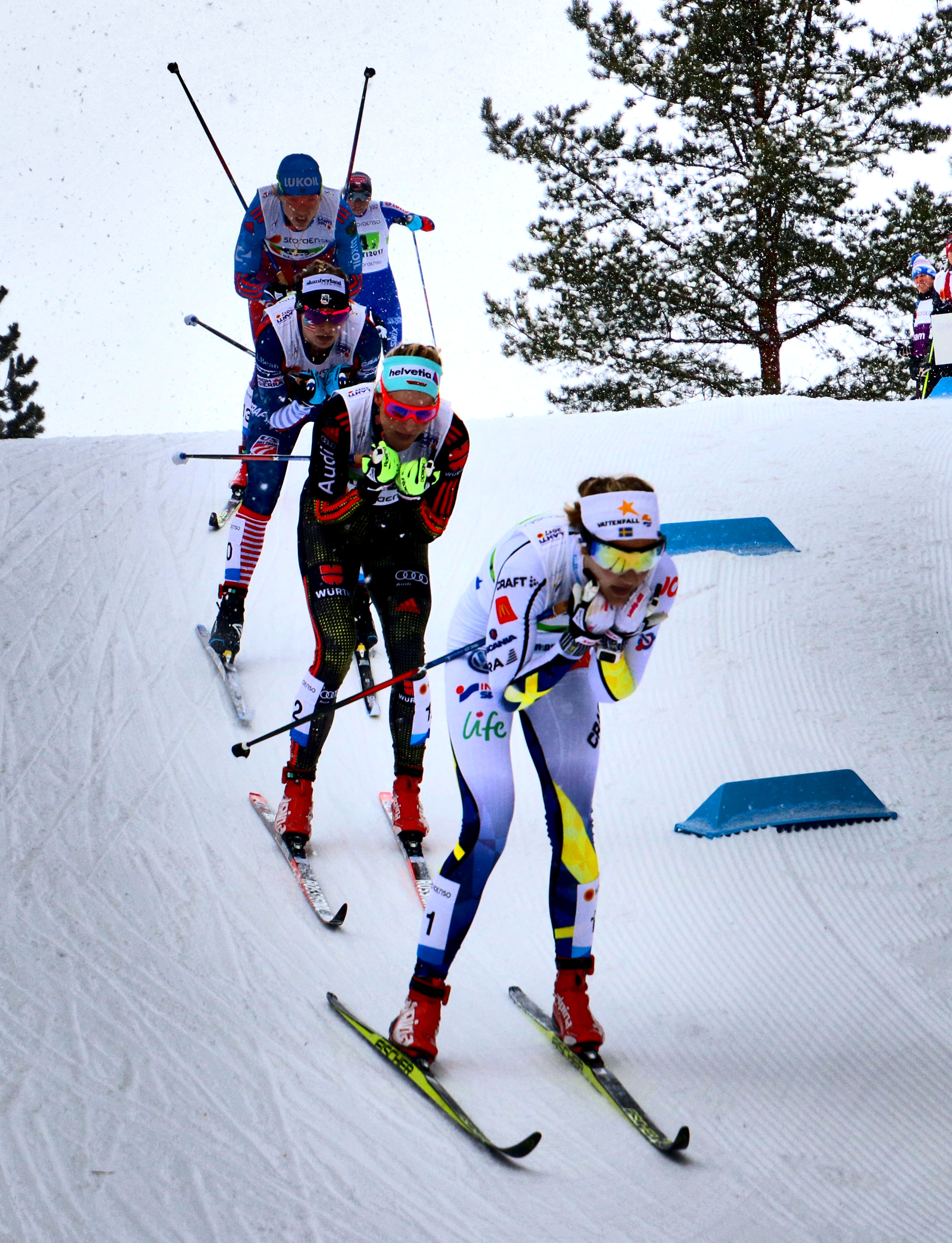
Jessica diggins, ici en 3e position, lors du Team sprint des mondiaux 2017.

En début de saison suivante, elle remporte une course de la Worldloppet, le Merino Muster disputé sur 42 kilomètres en Nouvelle-Zélande. Pour ses débuts en coupe du monde, il termine 26e du sprint de Ruka où il termine ensuite treizième d'un dix kilomètres classique. Lors du Nordic opening disputé à Lillehammer, il termine quatorzième du sprint avant de s'imposer sur le cinq kilomètres libre, devant Heidi Weng, Marit Bjørgen et Ingvild Jacobsen. Il franchit l'arrivée de la dernière course, un dix kilomètres classique poursuite en huitième position, son classement dans ce mini-tour remporté par Heidi Weng. Elle termine ensuite quatrième d'un quinze kilomètres libre à Davos, remporté par Ingvild Flugstad Østberg et cinquième du sprint du lendemain. Lors du tour de ski, elle termine sixième du sprint d'ouverture, puis huitième d'un cinq kilomètres classique départ en ligne, avant de terminer deuxième du skiathlon d'Oberstdorf remporté par Stina Nilsson,. Cinquième de la poursuite du lendemain, elle remporte ensuite le cinq kilomètres libre de Toblach devant Krista Parmakoski et sa compatriote Sadie Bjornsen. Elle est ensuite huitième du dix kilomètres classique départ en ligne de Val di Fiemme, puis termine cinquième au sommet de Alpe Cermis. À Ulricehamn, elle est septième d'un dix kilomètres style libre puis quatrième avec le relais américain. Elle obtient ensuite deux dixièmes places à Falun, lors du sprint libre et du quinze kilomètres départ en ligne, puis une cinquième place u sprint d'Otepää. La première épreuve des championnats du monde de Lahti la voit remporter la médaille d'argent du sprint remporté par  Maiken Caspersen Falla, Kikkan Randall remportant la médaille de bronze. Après un abandon lors du skiathlon, elle obtient une nouvelle médaille, le bronze, sur le Team sprint où elle fait équipe avec Sadie Bjornsen, la victoire revenant aux Norvégiennes Heidi Weng et Maiken Caspersen Falla devant les Russes Yulia Belorukova et Natalia Matveeva. Elle est de nouveau la dernière relayeuse de l'équipe américaine qui termine quatrième, derrière la Norvège, la Suède et la Finlande. Elle termine la compétition par une cinquième place du trente kilomètres remportée par Marit Bjørgen devant Heidi Weng, Astrid Uhrenholdt Jacobsen et Ragnhild Haga. 26e d'un sprint à Drammen, elle dispute ensuite les finales, terminant neuvième du sprint de Québec, 27e d'un départ en ligne classique de dix kilomètres, et seizième lors de la poursuite finale. Elle termine sixième du classement général de la coupe du monde, septième du classement des distances et dixième des sprints.
Comme la saison précédente, elle se rend en Nouvelle-Zélande pour préparer sa saison hivernale, remportant de nouveau Merino Muster. Elle commence sa saison de coupe du monde 2017-2018 par le ruka Triple où elle termine douzième du classement général, son meilleur résultat sur le mini-tour étant une dixième place du dix kilomètres classique. Lors des courses de Lillehammer, elle termine sixième du sprint et cinquième du skiathlon. À Davos, elle termine quatrième du sprint libre où trois Américaines sont en finale, Randall terminant troisième et Ida Sargent sixième. Le lendemain elle termine quinzième d'un dix kilomètres libre. Après une septième place à Toblach lors du dix kilomètres puis de la poursuite classique, elle participe au tour de ski. Elle commence l'épreuve par une cinquième place du sprint de Lenzerheide, avant de terminer septième du dix kilomètres classique. Toujours sur ce site, elle franchit la ligne d'arrivée de la poursuite libre en troisième position. À Oberstdorf, elle obtient le deuxième temps de la qualification du sprint qui est finalement annulé en raison du vent. Elle y termine à la 24e place de la course en ligne style libre de dix kilomètres. Sur la course suivante, un dix kilomètres départ en ligne classique disputé à Val di Fiemme, elle termine quatrième. Lors de la montée finale, elle réalise le troisième temps pour franchir la ligne d'arrivée en troisième position. C'est la première fois qu'une fondeuse non européenne termine sur le podium du tour de ski,. Elle retrouve ensuite la coupe du monde à Planica où elle se classe quatrième du sprint classique, puis dixième d'un dix kilomètres classique. À Seefeld, elle remporte le dix kilomètres libre départ en ligne, devançant Heidi Weng et Ragnhild Haga.
Pour sa première épreuve des Jeux olympiques de PyeongChang, le skiathlon, elle occupe la neuvième place après l'échange à mi-parcours, pour terminer à la cinquième place d'une cours remportée par Charlotte Kalla. Elle parvient à se qualifier pour la finale du sprint classique, où elle termine à la sixième place. Elle termine ensuite à la cinquième place du dix kilomètres, à moins de quatre secondes du podium. Lors du 4 × dix kilomètres, elle est alignée en dernière position de l'équipe américaine, après Sophie Caldwell, Sadie Bjornsen et Kikkan Randall. Elle termine en cinquième position, le meilleur résultat du relais féminin américain aux Jeux olympiques. Sur le sprint par équipes, elle est associée à Kikkan Randall. Diggins bat au sprint la Suédoise Stina Nilsson pour remporter le titre. Sur le trente kilomètres elle termine à la septième place. Après les Jeux, elle termine troisième d'un sprint à Drammen, puis deuxième du trente kilomètres d'Oslo, remporté par Marit Bjørgen. Elle enchaine par une nouvelle deuxième place, lors des Finales disputées à Falun, de nouveau derrière Bjørgen.

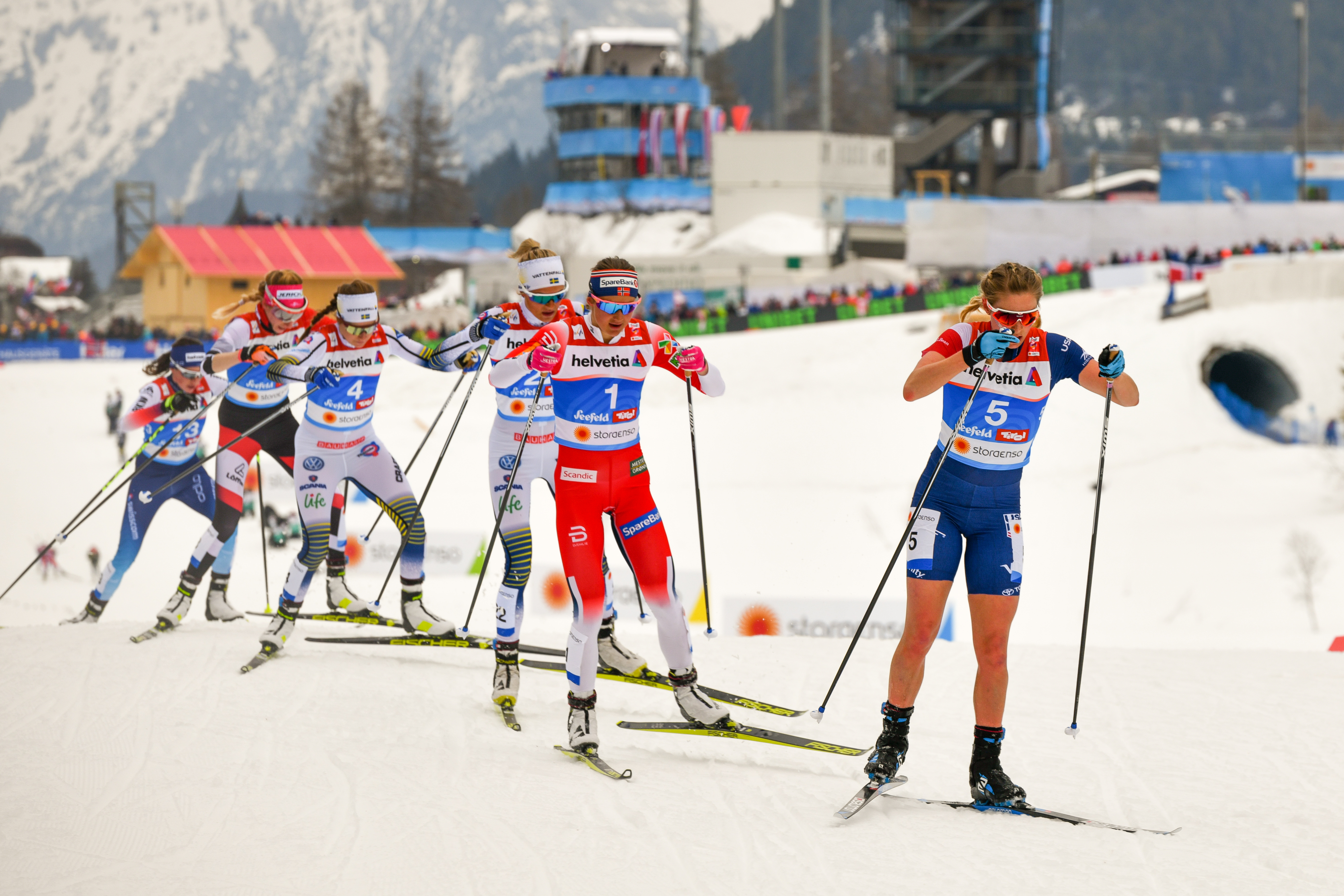
Diggins, ici en tête, sur le 30 km des mondiaux 2019.

Treizième lors du Nordic Opening disputé à Lillehammer, elle doit attendre l'étape de Beitosstolen pour obtenir un top 10, sur le quinze kilomètres, terminant également cinquième avec le relais. Elle termine cinquième d'un dix kilomètres avant de participer au tour de ski. Elle y termine à la troisième place du sprint de Toblach, remporté par Stina Nilsson. Sixième du dix kilomètres sur le même site, elle termine de nouveau troisième du sprint du Val Müstair. À Oberstdorf, elle termine onzième de la mass-start, puis au troisième rang de la poursuite dont elle réalise le meilleur temps. Elle termine ensuite septième de la mass-start de Val di Fiemme avant de finir à la sixième place en haut de l'Alpe Cermis qui termine le tour de ski. Elle termine ensuite quatrième d'un dix kilomètres à Ulricehamn, avant de remporter le sprint de Cogne. Pour ses débuts aux championnats du monde, à Seefeld, elle échoue en demi-finale du sprint. Lors du sprint par équipes, elle est associée à Sadie Bjornsen, la paire américaine terminant cinquième. Elle termine ensuite 25e du dix kilomètres, puis cinquième sur le relais où elle est associée à Julia Kern, Sadie Bjornsen et Rosie Brennan. Lors de la dernière épreuve, elle termine à la quatrième place du trente kilomètres.
Elle prépare la saison 2019-2020 de coupe du monde en Nouvelle-Zélande, remportant pour lza quatrième fois consécutive l'épreuve de Merino Muster, du circuit de la Worldloppet, puis trois courses de la FIS Australia New Zealand Cup à Snow Farm. Ses débuts en coupe du monde se soldent par une cinquième place du Ruka triple. La semaine suivante, elle termine deuxième du skiathlon de Lillehammer, loin derrière Johaug, devançant Heidi Weng dans la dernière côte. Elle termine le jour suivant à la deuxième place du relais, composé de Sophie Caldwell, Saddie Maubet-Bjornsen, Rosie Brennan et Diggins en dernière relayeuse, derrière les Norvégiennes. Éliminée en quart de finale du sprint de Davos, elle termine troisième sur le même site du dix kilomètres libre derrière les Norvégiennes Johaug et Weng. Sur le tour de ski, elle prend la quatrième place du sprint à Lenzerheide. Elle termine une nouvelle fois sur le podium lors du deuxième sprint, en style classique à Val di Fiemme. Une sixième de la mass-start concluant le tour lui permet de terminer à la neuxième place du général. Elle termine ensuite à la quatrième place d'un dix kilomètres à Nové Město. Après une 22e place d'un skiathlon à Oberstdorf, elle termine le lendemain sur le podium du sprint classique, derrière Natalia Nepryaeva et Slovène Anamarija Lampic. Elle termine ensuite sixième du FIS Ski tour, épreuve par étapes se déroulant en Suède et Norvège. Elle termine à la sixième du classement général de la coupe du monde.
Pour sa première compétition de la saison suivante de coupe du monde, elle termine à la quinzième place du classement général du Ruka triple. Elle obtient ensuite une quatrième place lors du sprint de Dresde. Lors du sprint libre du Val Mustair, étape d'ouverture du Tour de ski, elle termine à la troisième place derrière Linn Svahn et Anamarija Lampic puis de nouveau à cette place lors de la mass-start du lendemain, de nouveau remporté par Svahn devant la Russe Yulia Stupak. Pour la troisième course sur ce site, Diggins s'impose sur la poursuite devant Brennan et Frida Karlsson et prend la tête du classement général. Sur le site de Toblach, elle s'impose sur le dix kilomètres devant  Rosie Brennan et Ebba Andersson
. Neuvième du dix kilomètres mass-start classique de Val di Fiemme, puis demi-finaliste du sprint classique, elle termine à la deuxième place lors de la montée de l'Alpe Cermis, étape finale disputée en mass-start, derrière Ebba Andersson. Elle remporte le Tour, devenant la première non-européenne à remporter cette compétition. Elle prend également la tête du classement général de la coupe du monde, place alors occupée par Rosie Brennan. Cinquième lors se course suivante, un skiathlon à Lahti, elle termine également à cette place le lendemain lors d'un relais. À Falun, elle défait les pronostics en battant Therese Johaug sur un dix kilomètres classique, la première défaite de cette dernière sur une course de distance lors de cette saison. Elle termine ensuite septième de la mass-start classique le lendemain, puis huitième du sprint, deux épreuves remportées par Linn Svahn.

## Palmarès

### Jeux olympiques d'hiver
| Épreuve / Édition   | Sprint                              | Sprint                           | 10 km                            | 10 km                            | Skiathlon 2 × 7,5 km | 30 km                              | Relais                         | Relais   |
| Épreuve / Édition   | libre                               | classique                        | libre                            | classique                        | Skiathlon 2 × 7,5 km | 30 km                              | Sprint                         | 4 × 5 km |
| JO 2014 Sotchi      | 13e                                 | Épreuve inexistante à cette date | Épreuve inexistante à cette date | —                                | 8e                   | 40e                                | —                              | 9e       |
| JO 2018 Pyeongchang | Épreuve inexistante à cette date    | 6e                               | 5e                               | Épreuve inexistante à cette date | 5e                   | 7e                                 | Médaille d'or, Jeux olympiques | 5e       |
| JO 2022 Pékin       | Médaille de bronze, Jeux olympiques | Épreuve inexistante à cette date | Épreuve inexistante à cette date | 8e                               | 6e                   | Médaille d'argent, Jeux olympiques | 5e                             | 6e       |

Légende :
- : première place, médaille d'or
- : deuxième place, médaille d'argent
- : troisième place, médaille de bronze
- : pas d'épreuve
- — : Non disputée par la skieuse

### Championnats du monde
Jessica Diggins a pris part à sept éditions des Championnats du monde. Elle fait ses débuts en 2011 à Oslo. En 2013 à Val di Fiemme, elle est devenue championne du monde avec Kikkan Randall du sprint par équipes. En 2015, elle gagne une médaille d'argent en individuel sur le dix kilomètres libre. Lors de l'édition suivante, 2017, elle remporte la médaille d'argent sur le sprint, puis le bronze avec Sadie Bjornsen sur le sprint par équipes. Elle ne remporte pas de médailles lors des deux éditions suivantes, avant de retrouver le podium en 2023, à Planica. Elle remporte le dix kilomètres et la médaille de bronze du sprint par équipes, avec Julia Kern.
| Épreuve / Édition           | Sprint                           | Sprint                           | 10 km                            | 10 km                            | Poursuite 2 × 7,5 km | 30 km | Relais                    | Relais   |
| Épreuve / Édition           | libre                            | classique                        | libre                            | classique                        | Poursuite 2 × 7,5 km | 30 km | Sprint                    | 4 × 5 km |
| Mondiaux 2011 Oslo          | 25e                              | Épreuve inexistante à cette date | Épreuve inexistante à cette date | —                                | 28e                  | —     | —                         | 9e       |
| Mondiaux 2013 Val di Fiemme | Épreuve inexistante à cette date | —                                | 23e                              | Épreuve inexistante à cette date | —                    | DNF   | Médaille d'or, monde      | 4e       |
| Mondiaux 2015 Falun         | Épreuve inexistante à cette date | —                                | Médaille d'argent, monde         | Épreuve inexistante à cette date | —                    | DNF   | 8e                        | 4e       |
| Mondiaux 2017 Lahti         | Médaille d'argent, monde         | Épreuve inexistante à cette date | Épreuve inexistante à cette date | —                                | DNF                  | 5e    | Médaille de bronze, monde | 4e       |
| Mondiaux 2019 Seefeld       | 8e                               | Épreuve inexistante à cette date | Épreuve inexistante à cette date | 25e                              | —                    | 4e    | 5e                        | 5e       |
| Mondiaux 2021 Oberstdorf    | Épreuve inexistante à cette date | 24e                              | 4e                               | Épreuve inexistante à cette date | 15e                  | —     | —                         | 4e       |
| Mondiaux 2023 Planica       | Épreuve inexistante à cette date | 21e                              | Médaille d'or, monde             | Épreuve inexistante à cette date | —                    | —     | Médaille de bronze, monde | 4e       |
| Mondiaux 2025 Trondheim     |                                  | Épreuve inexistante à cette date | Épreuve inexistante à cette date |                                  | —                    | —     | Médaille d'argent, monde  |          |

Légende :
- : première place, médaille d'or
- : deuxième place, médaille d'argent
- : troisième place, médaille de bronze
- : pas d'épreuve
- — : Non disputée par Diggins
- DNF : abandon

### Coupe du monde
- 3 gros globes de cristal : vainqueur du classement général en 2021, 2024 et 2025.
- 3 petit globes de cristal : 1re du classement de la distance en 2021, 2024 et 2025.
- 51 podiums :
  - 40 podiums en épreuve individuelle : 16 victoires, 10 deuxièmes places et 14 troisièmes places.
  - 10 podiums en épreuve par équipes, dont 1 victoire, 4 deuxièmes places et 5 troisièmes places.
  - 1 podium en épreuve par équipes mixte : 1 victoire.

#### Courses à étapes
- 29 podiums dans des étapes de tours, 11 victoires.

#### Détail des victoires individuelles
| Épreuve / Édition | Sprint | Sprint    | 10 km               | 10 km     | Skiathlon 2 × 7,5 km | 15 km       | 15 km       | 30 km | 30 km     | Tour de ski ou Finales ou Nordic Opening |
| Épreuve / Édition | Libre  | Classique | Libre               | Classique | Skiathlon 2 × 7,5 km | Libre       | Classique   | Libre | Classique | Tour de ski ou Finales ou Nordic Opening |
| 2017-18           |        |           | Seefeld in Tirol    |           |                      |             |             |       |           |                                          |
| 2018-19           | Cogne  |           |                     |           |                      |             |             |       |           |                                          |
| 2020-21           |        |           |                     | Falun     |                      |             |             |       |           | Tour de ski                              |
| 2020-21           |        |           | Lillehammer         |           |                      |             |             |       |           |                                          |
| Épreuve / Édition | Sprint | Sprint    | 10 km               | 10 km     | Skiathlon 2 × 7,5 km | 15 km/20 km | 15 km/20 km | 50 km | 50 km     | Tour de ski ou Finales ou Nordic Opening |
| Épreuve / Édition | Libre  | Classique | Libre               | Classique | Skiathlon 2 × 7,5 km | Libre       | Classique   | Libre | Classique | Tour de ski ou Finales ou Nordic Opening |
| 2022-23           |        |           |                     |           |                      | Davos       |             |       |           |                                          |
| 2023-24           |        |           | Gällivare Östersund |           |                      | Goms Falun  | Canmore     |       |           | Tour de ski                              |
| 2024-25           |        |           | Les Rousses Cogne   |           |                      | Falun       |             |       |           |                                          |

##### Liste des victoires d'étape
| Date             | Lieu        | Pays      | Compétition    | Discipline |
| ---------------- | ----------- | --------- | -------------- | ---------- |
| 8 janvier 2016   | Toblach     | Italie    | Tour de Ski    | 5km TL     |
| 3 décembre 2016  | Lillehammer | Norvège   | Nordic Opening | 5km TL     |
| 6 janvier 2017   | Toblach     | Italie    | Tour de Ski    | 5km TL     |
| 18 mars 2018     | Falun       | Suède     | Finales        | 10km TL    |
| 3 janvier 2021   | Val Müstair | Suisse    | Tour de Ski    | 10km TL    |
| 5 janvier 2021   | Toblach     | Italie    | Tour de Ski    | 10km TL    |
| 28 décembre 2021 | Lenzerheide | Suisse    | Tour de Ski    | SP TL      |
| 31 décembre 2021 | Oberstdorf  | Allemagne | Tour de Ski    | MS TL      |
| 1 janvier 2024   | Toblach     | Italie    | Tour de Ski    | 20km H TL  |
| 28 décembre 2024 | Toblach     | Italie    | Tour de Ski    | SP TL      |
| 29 décembre 2024 | Toblach     | Italie    | Tour de Ski    | 15km MS TC |

Légende :

TC = classique

TL = libre

SP = sprint

MS = départ en masse

H = départ avec handicap

#### Classements en Coupe du monde
| Saison / Épreuve | Général | Général | Distance | Distance | Sprint | Sprint | Tour de ski depuis 2007 | Finales depuis 2008 Ski Tour Canada 2016 | Nordic Opening depuis 2011 |
| ---------------- | ------- | ------- | -------- | -------- | ------ | ------ | ----------------------- | ---------------------------------------- | -------------------------- |
| Saison / Épreuve | Place   | Points  | Place    | Points   | Place  | Points | Tour de ski depuis 2007 | Finales depuis 2008 Ski Tour Canada 2016 | Nordic Opening depuis 2011 |
| 2012             | 34e     | 228     | 26e      | 135      | 35e    | 61     | -                       | 15e                                      | -                          |
| 2013             | 36e     | 208     | 34e      | 105      | 44e    | 39     | 21e                     | 26e                                      | 24e                        |
| 2014             | 20e     | 320     | 21e      | 133      | 23e    | 93     | 13e                     | 36e                                      | 24e                        |
| 2015             | 22e     | 287     | 17e      | 175      | 19e    | 112    | 13e                     | Épreuve inexistante à cette date         | 24e                        |
| 2016             | 8e      | 1128    | 9e       | 547      | 8e     | 297    | 10e                     | 5e                                       | 38e                        |
| 2017             | 6e      | 912     | 7e       | 432      | 10e    | 206    | 5e                      | 16e                                      | 8e                         |
| 2018             | 2e      | 1436    | 3e       | 723      | 6e     | 269    | 3e                      | 2e                                       | 12e                        |
| 2019             | 6e      | 1005    | 6e       | 466      | 7e     | 301    | 6e                      | 14e                                      | 13e                        |
| 2020             | 6e      | 1078    | 8e       | 534      | 11e    | 218    | 9e                      | Épreuve inexistante à cette date         | 5e                         |
| 2021             | 1re     | 1347    | 1re      | 653      | 4e     | 262    | 1re                     | Épreuve inexistante à cette date         | 15e                        |

### Championnats du monde junior et moins de 23 ans
Jessica Diggins a participé à trois éditions des Championnats du monde junior en 2009, 2010 et 2011. Ses meilleurs résultats sont obtenus en relais avec une 7e place en 2009 et 2011, et une 8e place en 2010, ainsi que dans l'épreuve du 5 km en style libre en 2011 avec une 7e place.
Elle  participe également aux championnats du monde des moins de 23 ans où elle obtient une médaille d'argent lors de l'édition de 2014 à Val di Fiemme.
| Épreuve / Édition           | Sprint                           | Sprint                           | 5 km                             | 5 km                             | Poursuite 2 × 5 km | Relais |
| Épreuve / Édition           | libre                            | classique                        | libre                            | classique                        | Poursuite 2 × 5 km | Relais |
| Mondiaux 2009 Praz de Lys   | Épreuve inexistante à cette date | Épreuve inexistante à cette date | 59e                              | Épreuve inexistante à cette date | 43e                | 7e     |
| Mondiaux 2010 Hinterzarten  | 26e                              | Épreuve inexistante à cette date | Épreuve inexistante à cette date | Épreuve inexistante à cette date | 25e                | 8e     |
| Mondiaux 2011 Otepää        | Épreuve inexistante à cette date | Épreuve inexistante à cette date | 7e                               | Épreuve inexistante à cette date | 12e                | 7e     |
| Mondiaux 2014 Val di Fiemme | Médaille d'argent, monde         | ?                                | ?                                | ?                                | ?                  | ?      |